# JRダイヤ改正
JRダイヤ改正（ジェイアールダイヤかいせい）は、日本の旅客鉄道会社（JR）各社の鉄道ダイヤ改正に関する記事を示す。

## 分類

### 時系列による区分（ダイヤ改正）
- 1980年代・1990年代のJRダイヤ改正
  - 一本列島（1988年3月13日・4月10日改正 - 青函トンネル・瀬戸大橋開業）
- 2000年代のJRダイヤ改正
- 2010年代のJRダイヤ改正
- 2020年代のJRダイヤ改正